# Vilhelmine von Levetzow
Vilhelmine Louise von Levetzow, född 6 april 1827 i Ringkøbing, död 1908, var en dansk författare.
Vilhelmine von Levetzow kom från en adlig familj och var ett av fem syskon. Fadern, Diedrich Vilhelm von Levetzow (1786–1849) var tulltjänsteman och kammarherre. Modern var Edle Vilhelmine Fog (1793–1872). Vilhelmine von Levetzows förfäder var av en uradlig släkt från Mecklenburg som hörde till de högre ämbetsmanna- och officersstånden. Hon växte upp i Ringkøbing på västra Jylland fram till faderns död 1849, då familjen flyttade till Köpenhamn, och fem år senare till Kongens Lyngby. Likt sina systrar Mathilde och Cornelia von Levetzow blev hon författare. Den mest framgångsrika av dem blev dock den sistnämnda. Utöver författarskapet ägnade sig Levetzow åt filantropisk verksamhet och missionsarbete.
Vilhelmine von Levetzow skrev ett flertal böcker. De tre första: Johanne (1866, översatt till svenska 1870), Familieliv af Ellen Tang (1867) och Moders Arv (1870) publicerades under pseudonymen ”V-e”. Bland hennes övriga verk finns: Vaager! (1888), Fra By og Hede (1897), Gamle Gjertrud. Et livsbillede fra Vest-Jylland (1897) och Ølkusken. Et Livsbillede (1900) som alla publicerades under hennes eget namn. Hennes noveller Tilsidst. Et Livsbillede (1873) och Emilie (1876) publicerades i tidningen Fædrelandet respektive Hermod.